# Panchala bupola
Panchala bupola är en fjärilsart som beskrevs av William Chapman Hewitson 1878. Panchala bupola ingår i släktet Panchala och familjen juvelvingar. Inga underarter finns listade i Catalogue of Life.